# 東奈緒美
東 奈緒美（あずま なおみ、1983年1月2日 - ）は、三重県伊賀市出身のタレント・リポーター。血液型はB型。舞夢プロ所属。

## 人物
大阪で生まれて、小学校低学年て一家で父親の実家三重県に移住して、洋食レストラン伊賀上野に木古里を開店させる。今は閉店。フラダンスに夢中になっている。
- 三重県立名張西高等学校の英語科を卒業後、両親の経営するフランス料理店を手伝っていたが、当初は、芸能界で仕事をしたいとは考えていたので、積極的に、オーディション受け、雑誌モデルをしながら、21歳の時、初レギュラーとなるCS放送の『中央競馬中継』のリポーターになった。
- 『トレセンリポート』のリポーターだった頃から、佐々木晶三調教師など多くの競馬関係者に可愛がられていた。今でもJRA元騎手の西原玲奈をはじめ、多くの競馬関係者と知り合いである。また、梅田陽子とはメル友の仲だと、梅田自身がグリーンチャンネルの『中央競馬中継WEST』内のクロストークで言っていた。実際、梅田は東のブログに見にきた形跡をコメントなどで何回か残している。
- 2006年7月、ハーツクライ号がイギリスにあるアスコット競馬場で行われた国際的大レース・キングジョージ6世&クイーンエリザベスステークスに出走。このキングジョージ当日、（当時『トレセンリポート』栗東担当であった）東がプライベートでありながら、アスコット競馬場まで、ハーツクライの応援に駆け付けた。
- 『トレセンリポート』栗東編では、最終回のオープニングでサンタクロースの姿になって「わたくし、アズマサンタが…」と言ったことがあるなど、東のコスプレ姿が何回か確認されている。他にはディープインパクトの勝負服、浴衣など。
- 好きな馬はディープインパクト、メイショウサムソン、ザレマ、ドリームジャーニー、アズマサンダース、ミヤビランベリ。
- 無難に人気のある馬から買う競馬キャスターが多い中で、大穴狙いが好き。主なレースでは2007年12月の鳴尾記念を勝ったハイアーゲームの単勝（8番人気2870円）や、2008年2月の京都記念で3着だったシルクフェイマスの複勝（11番人気1350円）、2008年2月の京都牝馬ステークスで2着だったザレマの馬連（ザレマ自身が当時9番人気で、馬連では11番人気3060円）、2008年2月3日の京都1R3歳未勝利を勝ったケンモンスターの単勝（11頭中9番人気4420円）、2008年7月の七夕賞を勝ったミヤビランベリの単勝（7番人気1920円）、2008年11月の武蔵野ステークスで2着だったサンライズバッカスの馬連（サンライズバッカス自身が当時4番人気で、馬連では13番人気3970円）、2009年10月のスプリンターズステークスを勝ったローレルゲレイロの単勝（6番人気1380円）、2009年10月11日の京都1R2歳未勝利で3着だったフリークヒロインの複勝（16頭中15番人気3300円）、2010年1月17日の日経新春杯で3着だったレッドアゲートの複勝（12頭中12番人気1630円）を当てている。
- また、大穴狙いだけでなく、人気サイドの堅い馬券を買う柔軟性もあり、2008年10月のスプリンターズステークスでは2着だったキンシャサノキセキを軸馬にして3連複（1番人気1680円）、2008年11月のエリザベス女王杯では1着だったリトルアマポーラを軸馬にして馬連（3番人気1010円）を当てている。
- 2009年1月4日の中山金杯で3着だったミヤビランベリの複勝（11番人気990円）を的中。その翌日2009年1月5日に行われた京都金杯では3連単43690円の万馬券を的中。1着のタマモサポート（7番人気）、2着のマルカシェンク（3番人気）、3着のファリダット（2番人気）、4着のアドマイヤオーラ（1番人気）という、結果1〜4着までに入った4頭の3連単ボックス馬券で万馬券を的中してみせた。
  - この京都金杯の馬券は、関西の専門紙・競馬ニュースのトラックマン・小宮邦裕が誕生日プレゼントとして、東にプレゼントしたもの。
- 2009年1月11日のシンザン記念で3連複59650円を的中。1着のアントニオバローズ（2番人気）、2着のダブルウェッジ（12番人気）、3着のトップカミング（10番人気）を入れた5頭の3連複ボックス馬券で万馬券を的中（他の2頭はタキオンクールとモエレエキスパート）。東自身の力で万馬券を的中したのは、このレースが初めてであった。
- パドック解説者の意見は聞くが、基本的に自分の考えで馬券を買う。

## 出演番組

### 現在
- おじゃ馬します!（2009年4月6日 - 、競馬総合チャンネル）栗東担当のリポーター

### 過去
- 京biz（KBS京都）
- 京bizW（KBS京都）アシスタント
- トレセンリポート（2005年1月 - 2006年12月、グリーンチャンネル）毎週木曜22:30 - 23:00
『トレセンTIME』の前身番組。栗東トレーニングセンターを取りあげる「栗東編」のリポーターを担当。これがテレビ初出演であったものの、出演当初から佐々木晶三調教師にインタビュー中に「読めるかい？あと何行だい？」と温かい言葉をかけてもらうなど、多くの競馬関係者に可愛がられていた。この頃の出会いなどが、多くの競馬関係者と知り合うキッカケとなった。またJRA騎手の武豊などの大物競馬関係者にインタビューするなど、東にとっては競馬との接点だけでなく、リポーターとしての基礎を作った番組だといえる。
- 中央競馬中継（グリーンチャンネル）
京都競馬場、または阪神競馬場のパドック進行を務めていた。不定期の出演。以前はグリーンチャンネルのホームページ「パドック解説者」の項目で出演日を確認できた。GIレースや重賞レースが行われる日の出演が多かった。
（2009年5月3日に放送された『京都・天皇賞（春）チャンネル』では京都競馬場から天皇賞（春）に出走する馬たちの直前リポートを行い、特別編成となった中央競馬中継の要となる大役を務めた。この時かつてのトレセンリポートのスタッフたちとチームになって取り組んだ）
- RIDE ON 22（グリーンチャンネル）
東は、2006年の桜花賞週に出演。当時、栗東トレーニングセンター担当のリポーターであったにもかかわらず、関東馬のダイワパッションを本命にし、他の出演者を驚かせた。
- 県政週刊プラス1（びわ湖放送、毎週土曜18:10 - 18:45）近江発見伝リポーター
- ぐるっと関西おひるまえ（NHK大阪放送局）木曜日のリポーターを中川あみと隔週で務めていた。
- おはようコールABC（2009年3月17日 - 2010年3月23日、朝日放送）水曜日リポーター
- e-smile (e-radio/金/7:30 - 14:00)

## その他
- かつて調理師をしていた。
- 日本酒とうどんとじゃがりこが好き。特に、うどんは四国にうどんツアーに行くほど好き。
- 映画をよく見る。フラダンスを習うきっかけは、『フラガール』を見たことだった。また、『ホテル・ルワンダ』といった社会問題を扱った作品も見ている。『セックス・アンド・ザ・シティ』といったアメリカの連続ドラマも大好き。
- フラダンスを習っていたが、その教室がなくなってしまった。しかしその後、習うきっかけが出来、再開した。また、ウクレレも習うようになった。この点からもハワイ好きであることがわかる。ちなみに自身のオフィシャルブログのタイトル『AZUNAO OHANA』（あずなおおはな）の『OHANA』は、ハワイ語で家族という意味。家族との会話のような温かいブログにしたいという願いがこめられている。
- グリーンチャンネルの『中央競馬中継』で京都競馬場、または阪神競馬場のパドック進行を務めている寺本章子とは仲良し。小倉競馬場に遊びに行ったり、パドック進行同士で飲み会を開いたこともある。